# Кара-Мойнок
Кара-Мойнок (кирг. Кара-Мойнок) — село в Кочкорском районе Нарынской области Кыргызстана. Входит в состав Кара-Сууского айылного аймака.

## География
Село расположено в северо-восточной части области, в высокогорной зоне, на левом берегу реки Восточный Каракол, на расстоянии приблизительно 40 километров (по прямой) к западу от села Кочкорки, административного центра района. Абсолютная высота — 2285 метров над уровнем моря.

## Население
Согласно оценочным данным Национального статистического комитета Кыргызской Республики, численность населения села на начало 2023 года составляла 1276 человек.
| год     | 2009 | 2014 | 2015 | 2020 | 2021 | 2023 |
| ------- | ---- | ---- | ---- | ---- | ---- | ---- |
| человек | 809  | 1147 | 1184 | 1256 | 1250 | 1276 |